# Maybach
Мајбах некадашњи је немачки произвођач луксузних аутомобила, који се налази у саставу Дајмлер АГ.

## Историја
Компанија је основана 1909. године од стране Вилхелма Мајбаха и његовог сина Карла. Компанија се на почетку звала Luftfahrzeug-Motorenbau GmbH, да би је 1912. године преименовали у Maybach-Motorenbau GmbH. Првобитно су развијали и производили дизел и плинске моторе за цепелине. Њихови мотори Mb.IVa су користили авиони и ваздушни бродови у Првом светском рату.
Први прототип аутомобила су представили 1919. године на салону аутомобила у Берлину и носио је дупло М као логотип. У периоду од 1921. до 1940. године произвели су неколико различитих имућних аутомобила, који се данас сматрају класицима. Компанија је такође упоредо производила дизел моторе за железницу и бродове.
Током Другог светског рата, Мајбах је производио моторе за немачке тенкове Панцер II и Тигар. Након рата производња аутомобила није настављена. Двадесет година касније компанија је преименована у MTU Friedrichshafen. Године 1960, компанију откупљује Дајмлер-Бенц и до данас остаје као бренд луксузних аутомобила Мерцедес-Бенца, која је у власништву Дајмлера АГ. Након тога компанија је углавном производила специјална издања Мерцедеса W108 и W116, која су ручно прављена. Ипак, ови су аутомобили носили Мерцедесов знак.
Дајмлер је 1997. године поново покренуо свој заборављени бренд, представљајући на салону аутомобила у Токију луксузни концепт аутомобил, али под логом Мајбаха. 2002. године представљени су модели Мајбах 57 и Мајбах 62, што су биле њихове дужине у дециметрима. Затим 2005. излази 57S са снажнијим мотором и спортским изгледом. Исте године долази модел exelero, а годину касније Мајбах 62S.
Због пословног неуспеха, Дајмлер је угасио бренд Мајбах 2013. године.
Дајмлер тренутно производи луксузно издање Мерцедеса С-класе као Мерцедес-Мајбах.

## Галерија
- Мајбах W 5 (1926)
- Мајбах SW 38 (1937)
- Мајбах 57
- Мајбах 62